# Ichneumon captorius
Ichneumon captorius là một loài tò vò trong họ Ichneumonidae.